# 宗像塩寿丸
宗像 塩寿丸（むなかた しおじゅまる）は、戦国時代の宗像氏の一族。宗像大社第79代宮司である宗像氏貞の子。
氏貞の唯一の男子であったが夭折した。そのため宗像氏の嫡流は氏貞の死をもって断絶することになった。
| スタブアイコン | サブスタブ | この項目は、まだ閲覧者の調べものの参照としては役立たない、人物に関連した書きかけの項目です。この項目を加筆・訂正などしてくださる協力者を求めています（P:人物伝/PJ:人物伝）。 |